# Lista de répteis de Portugal
Esta é uma lista de répteis de Portugal. Inclui todas as espécies de lagartos, cobras, cágados, tartarugas, osgas, licranços e cobras-cegas presentes actualmente em Portugal Continental, arquipélagos da Madeira e Açores. Inclui também tartarugas marinhas presentes nas águas territoriais portuguesas.
Estão descritas 34 espécies de répteis de 11 famílias, sendo sete tartarugas (cinco delas marinhas), 17 Squamata (nove deles lacertídeos) e dez serpentes (duas delas víboras).

## Tartarugas e cágados
| Ordem Testudines |                                                                                       |             |                             |                                                     |
| Família          | Nome Comum (Nome científico)                                                          | Informações | Foto                        | Mapa de distribuição                                |
| Emydidae         | Cágado-de-carapaça-estriada Emys orbicularis                                          |             | Cágado-de-carapaça-estriada | Mapa de distribuição do cágado de carapaça estriada |
| Emydidae         | Cágado-mediterrânico Mauremys leprosa                                                 |             | Cágado-mediterrânico        | Mapa de distribuição do cágado mediterrânico        |
| Cheloniidae      | Tartaruga-comum Caretta caretta                                                       |             | Tartaruga-comum             | Mapa de distribuição da tartaruga comum             |
| Cheloniidae      | Tartaruga-verde Chelonia mydas                                                        |             | Tartaruga-verde             | Mapa de distribuição da tartaruga verde             |
| Cheloniidae      | Tartaruga-de-pente, Tartaruga-imbricada ou tartaruga-de-escama Eretmochelys imbricata |             | tartaruga-imbricada         | Mapa de distribuição da tartaruga de pente          |
| Cheloniidae      | Tartaruga-de-kemp Lepidochelys kempii                                                 |             | Tartaruga-de-kemp           | Mapa de distribuição da tartaruga-de-kemp           |
| Dermochelidae    | Tartaruga-de-couro Dermochelys coriacea                                               |             | Dermochelys coriacea        | Mapa de distribuição da tartaruga de couro          |

## Lagartos, camaleões e osgas
| Ordem Squamata |                                                         |             |                              |                                                      |  |
| Família        | Nome Comum (Nome científico)                            | Informações | Foto                         | Mapa de distribuição                                 |  |
| Gekkonidae     | Osga-turca Hemidactylus turcicus                        |             | Osga-turca                   | Mapa de distribuição da Osga-turca                   |  |
| Gekkonidae     | Osga-moura Tarentola mauritanica                        |             | Osga-moura                   | Mapa de distribuição da Osga-moura                   |  |
| Gekkonidae     | Osga-das-selvagens Tarentola bischoffi                  |             |                              | Mapa de distribuição da Osga-das-selvagens           |  |
| Chamaeleonidae | Camaleão-comum Chamaeleo chamaeleon                     |             | Camaleão-comum               | Mapa de distribuição do Camaleão-comum               |  |
| Anguidae       | Licranço Anguis fragilis                                |             | Licranço                     | Mapa de distribuição do Licreanço                    |  |
| Amphisbaenidae | Cobra-cega Blanus cinereus                              |             | Cobra-cega                   | Mapa de distribuição da Cobra-cega                   |  |
| Lacertidae     | Lagartixa-de-dedos-denteados Acanthodactylus erythrurus |             | Lagartixa-de-dedos-denteados | Mapa de distribuição da Lagartixa-de-dedos-denteados |  |
| Lacertidae     | Sardão Timon lepidus                                    |             | Sardão                       | Mapa de distribuição do Sardão                       |  |
| Lacertidae     | Lagarto-de-água Lacerta schreiberi                      |             | Lagarto-de-água              | Mapa de distribuição do Lagarto-de-água              |  |
| Lacertidae     | Lagartixa-da-montanha Lacerta monticula                 |             | Lagartixa-da-montanha        | Mapa de distribuição da Lagartixa-de-montanha        |  |
| Lacertidae     | Lagartixa-da-Madeira Lacerta dugesii                    |             | Lagartixa da Madeira         |                                                      |  |
| Lacertidae     | Lagartixa-de-bocage Podarcis bocagei                    |             | Lagartixa-de-bocage          | Mapa de distribuição da Lagartixa-de-bocage          |  |
| Lacertidae     | Lagartixa-de-carbonell Podarcis carbonelli              |             |                              | Mapa de distribuição da Lagartixa-de-carbonell       |  |
| Lacertidae     | Lagartixa-ibérica Podarcis hispanica                    |             |                              |                                                      |  |
| Lacertidae     | Lagartixa-do-mato Psammodromus algirus                  |             | Lagartixa-do-mato            |                                                      |  |
| Lacertidae     | Lagartixa-do-mato-ibérica Psammodromus hispanicus       |             | Lagartixa-do-mato            |                                                      |  |
| Scincidae      | Cobra-de-pernas-pentadáctila Chalcides bedriagai        |             | Cobra-de-pernas-pentadáctila |                                                      |  |
| Scincidae      | Fura-pastos Chalcides striatus                          |             | Fura-pastos                  |                                                      |  |

## Cobras e víboras
| Ordem Serpentes |                                                           |             |                        |                                          |
| Família         | Nome Comum (Nome científico)                              | Informações | Foto                   | Mapa de distribuição                     |
| Colubridae      | Cobra-de-ferradura Hemorrhois hippocrepis                 |             | Cobra-de-ferradura     |                                          |
| Colubridae      | Cobra-lisa-austriaca Coronella austriaca                  |             | Cobra-lisa-austríaca   |                                          |
| Colubridae      | Cobra-lisa-bordalesa Coronella girondica                  |             | Cobra-lisa-bordalesa   | Cobra-lisa-bordalesa                     |
| Colubridae      | Cobra-de-escada Zamenis scalaris                          |             | Cobra-de-escada        |                                          |
| Colubridae      | Cobra-de-capuz Macroprotodon brevis                       |             |                        |                                          |
| Colubridae      | Cobra-rateira Malpolon monspessulanus                     |             | Cobra-rateira          |                                          |
| Colubridae      | Cobra-de-água-viperina Natrix maura                       |             | Cobra-de-água-viperina |                                          |
| Colubridae      | Cobra-de-água-de-colar-mediterrânica Natrix astreptophora |             | Cobra-de-água-de-colar |                                          |
| Viperidae       | Víbora-cornuda Vipera latastei                            |             | Víbora-cornuda         |                                          |
| Viperidae       | Víbora-de-seoane Vipera seoanei                           |             | Víbora de Seoane       | Mapa de distribuição da Víbora de Seoane |